# 科学実験の年表
科学実験の年表 (かがくじっけんのねんぴょう) は、有名な科学実験を時代順に配列した年表である。 

## 16世紀以前
- 紀元前240年 - エラトステネスが、地球の周囲長を測定する。

## 17世紀
- 1609年 - ガリレイが地動説に基づいて木星の衛星を観測する。
- 1638年 - ガリレオ・ガリレイが球を転し、アリストテレスの運動理論を反証する。
- 1665年 - ロバート・フックが顕微鏡を用いて細胞を観察する。
- 1676年 - オーレ・レーマーが光速度をはじめて測定する。

## 18世紀
- 1752年 - ベンジャミン・フランクリンが雷を伴う嵐の中で凧をあげ、ライデン瓶により雷雲の帯電を証明する実験を行った（凧の実験）。
- 1796年 - エドワード・ジェンナーが最初の種痘を試みる。
- 1798年 - ヘンリー・キャヴェンディッシュがねじりばかりを用いた実験によって地球の比重を測定する。しばしば、万有引力定数を測定したと言われるが、キャヴェンディッシュのデータから万有引力定数を算出したのは後年の科学者である。

## 19世紀
- 1801年 - トマス・ヤングが二重スリットの実験によって光の波動性を示す。
- 1820年 - ハンス・クリスティアン・エルステッドが電気と磁気との関連を発見する。
- 1843年 - ジェームス・ジュールが熱の仕事当量を測定し、エネルギーが保存されると結論する。
- 1845年 - クリスチャン・ドップラーがドップラー効果を実証する。
- 1851年 - レオン・フーコーがフーコーの振り子を用いて地球の自転を実証する。
- 1861年 - ルイ・パスツールが自然発生説を否定する。
- 1863年 - グレゴール・メンデルのエンドウマメの実験 (遺伝の法則)
- 1887年 - ハインリヒ・ヘルツが光電効果を発見する。
- 1887年 - アルバート・マイケルソンとエドワード・モーリーがマイケルソン・モーレーの実験を行い、光速度不変の原理を示す。
- 1896年 - アンリ・ベクレルが放射性を発見する。
- 1897年 - ジョセフ・ジョン・トムソンが電子を発見する。

## 20世紀
- 1909年 - ロバート・ミリカンがミリカンの油滴実験で電気素量を計測する。
- 1911年 - アーネスト・ラザフォードが金箔によるアルファ線の散乱（ラザフォード散乱）を発見し、原子核のある原子モデルを示す。
- 1911年 - ヘイケ・カメルリング・オネスが超伝導を発見する。
- 1919年 - アーサー・エディントンが太陽による重力レンズ作用を確認し、一般相対性理論の正しいことを示す。
- 1920年 - ジョン・B・ワトソンと Rosalie Rayner が Little Albert experiment（英語）を計画する。
- 1921年 - オットー・シュテルンとヴァルター・ゲルラッハがシュテルン＝ゲルラッハの実験で磁気モーメントの量子化を確認する。この実験結果はスピンの存在を示す好例として知られる。
- 1928年 - フレデリック・グリフィスがグリフィスの実験で形質転換を発見する。後年DNAの発見につながる。
- 1934年 - エンリコ・フェルミが核分裂反応に成功する。
- 1940年 - カール・フォン・フリッシュがミツバチの「ダンス」が花の場所を教えあっているものであることを解読する。
- 1944年 - バーバラ・マクリントックがトウモロコシを用いた実験によりトランスポゾンを発見する。
- 1947年 - ジョン・バーディーンとウォルター・ブラッテンがトランジスタを発明する。
- 1951年 - ソロモン・アッシュが、集団の圧力によって個人の意見がどのように間違ったものへ変化するかを示す。
- 1952年 - アルフレッド・ハーシーとマーサ・チェイスがハーシーとチェイスの実験によりDNAが遺伝物質であることを発見した。
- 1953年 - スタンリー・ミラーとハロルド・ユーリーがユーリー-ミラーの実験を行い、原始大気からアミノ酸が生成され得ることを示す。
- 1955年 - クライド・カワンとフレデリック・ライネスがニュートリノの存在を証明する。
- 1958年 - マシュー・メセルソンとF.スタールがメセルソン-スタールの実験を行い、DNAの半保存的複製を実証する。
- 1960年 - バラス・スキナーがオペラント条件づけを公開する。
- 1961年 - フランシス・クリック、シドニー・ブレナーらの進化に関する実験。
- 1961年 - Nirenberg and Matthaei experiment
- 1964年 - Nirenberg and Leder experiment
- 1965年 - アーノ・ペンジアスとロバート・W・ウィルソンが、ビッグバンの証拠となる宇宙背景輻射を発見する。
- 1970年 - アラン・ガードナーとベアトリス・ガードナーがアメリカ手話をチンパンジーのワショーに学習させる。
- 1974年 - スタンレー・ミルグラムがアイヒマン実験（ミルグラム実験）を行い、権威へ服従する人間の心理を調べる。
- 1995年 - エリック・コーネルとカール・ワイマンがボーズ＝アインシュタイン凝縮の観測に成功する。

## 21世紀
- 2002年 - レイモンド・デービスと小柴昌俊がニュートリノを検出してニュートリノに質量のあることを示す。